# Johnathan Cabral
Johnathan Cabral (ur. 31 grudnia 1992 w Eugene) – kanadyjski lekkoatleta specjalizujący się w biegach płotkarskich. Do 2015 roku reprezentował Stany Zjednoczone.
Półfinalista mistrzostw świata juniorów w Moncton (2010). Po zmianie barw narodowych w 2015 zajął 8. miejsce na igrzyskach panamerykańskich oraz osiągnął półfinał mistrzostw świata w Pekinie. Rok później zajął 6. miejsce na igrzyskach olimpijskich w Rio de Janeiro.
Medalista mistrzostw Kanady oraz czempionatu NCAA.

## Osiągnięcia
| Rok  | Impreza                     | Miejsce        | Konkurencja                     | Lokata     | Wynik |
| ---- | --------------------------- | -------------- | ------------------------------- | ---------- | ----- |
| 2010 | Mistrzostwa świata juniorów | Moncton        | bieg na 110 metrów przez płotki | półfinał   | 13,80 |
| 2015 | Igrzyska panamerykańskie    | Toronto        | bieg na 110 metrów przez płotki | 8. miejsce | 14,07 |
| 2015 | Mistrzostwa świata          | Pekin          | bieg na 110 metrów przez płotki | półfinał   | 13,37 |
| 2016 | Igrzyska olimpijskie        | Rio de Janeiro | bieg na 110 metrów przez płotki | 6. miejsce | 13,40 |
| 2017 | Mistrzostwa świata          | Londyn         | bieg na 110 metrów przez płotki | półfinał   | 14,98 |
| 2018 | Halowe mistrzostwa świata   | Birmingham     | bieg na 60 metrów przez płotki  | półfinał   | 7,71  |
| 2018 | Mistrzostwa NACAC           | Toronto        | bieg na 110 metrów przez płotki | 6. miejsce | 14,07 |

## Rekordy życiowe
- Bieg na 60 metrów przez płotki (hala) – 7,62 (3 lutego 2018, Mondeville)
- Bieg na 110 metrów przez płotki – 13,34 (18 lipca 2018, Bellinzona) / 13,22w (12 czerwca 2015, Eugene)